# Riksu
Riksu (Duits: Rikso) is een plaats in de Estlandse gemeente Saaremaa, provincie Saaremaa. De plaats heeft de status van dorp (Estisch: küla) en telt 20 inwoners (2021).
Tot in december 2014 behoorde Riksu tot de gemeente Lümanda, tot in oktober 2017 tot de gemeente Lääne-Saare en sindsdien tot de fusiegemeente Saaremaa.
De plaats ligt aan de westkust van het eiland Saaremaa. Bij Riksu ligt het meer Riksu laht of Riksu järv (43,6 ha), dat vroeger een baai geweest is. De oevers van het meer zijn bij veel vogels populair als broedgebied.

## Geschiedenis
Riksu werd voor het eerst genoemd in 1627 onder de naam Rixa Rein, een boerderij op het landgoed van Karala. In 1798 was Riksu onder de naam Rikso een dorp.